# Фулкре
Фулкре (фр. Foulcrey) насеље је и општина у североисточној Француској у региону Лорена, у департману Мозел која припада префектури Сарбур.
По подацима из 2011. године у општини је живело 192 становника, а густина насељености је износила 15,56 становника/km². Општина се простире на површини од 12,34 km². Налази се на средњој надморској висини од 283 метара (максималној 355 m, а минималној 283 m).

## Демографија
| 1962. | 1968. | 1975. | 1982. | 1990. | 1999. | 2011. |
| ----- | ----- | ----- | ----- | ----- | ----- | ----- |
| 282   | 300   | 263   | 250   | 174   | 180   | 192   |

График промене броја становника у току последњих година